# 羅大用
羅大用（1501年—？年），字時行，號東江，廣西桂林右衛官籍，湖廣雲夢縣人，明朝政治人物。

## 生平
由國子生中式正德十四年（1519年）己卯科廣西鄉試第四十二名舉人，嘉靖十一年（1532年）壬辰科第三甲第二百零五名進士。觀工部政，授杭州府推官，陞禮部主事。

## 家族
曾祖羅迪，正千戶；祖羅琮，指揮同知；父羅衮，指揮同知；母朱氏。具慶下。弟大周；大同。子承勛。